# Conde de Surrey

Brasão de armas dos Warennes de Surrey

Conde de Surrey é um título do Pariato da Inglaterra que foi criado cinco vezes. Foi criado pela primeira vez para William de Warenne, um companheiro próximo de Guilherme, o Conquistador. Atualmente, é mantido como um título subsidiário pelos Duques de Norfolk.
O brasão de armas do Conde de Vermandois foi adotado pela primeira vez por William de Warenne, 2.º Conde de Surrey, em seu casamento com Elizabeth de Vermandois, Condessa de Leicester, filha de Hugh, Conde de Vermandois . Brasões semelhantes também foram adotados por seu cunhado, o famoso cruzado Ralph I de Beaugency, que se casou com uma irmã mais velha, Matilda. Essas armas continuam a ser usadas como a Bandeira de Surrey.

## História
O Condado de Surrey foi criado em 1088 para William de Warenne, como recompensa pelo serviço leal prestado a William durante a Conquista. Ele recebeu o senhorio do Castelo Reigate em Surrey, mas também tinha propriedades em outros doze condados. Talvez por possuir poucas propriedades em Surrey, o condado passou a ser mais comumente chamado de Warenne . O nome Warenne vem do nome de sua propriedade na Normandia, onde o castelo ancestral da família, Bellencombre, ficava no Rio Varenne. Foi ocupado pelo filho e neto de William de Warenne, ambos também chamados William, e depois pelos maridos de Isabella, filha do terceiro William de Warenne. O primeiro deles foi Guilherme de Blois, filho do rei Estêvão, e o segundo foi Hamelin, meio-irmão de Henrique II. Este último adotou o sobrenome de Warenne, e um filho, neto e tataraneto de Hamelin e Isabella posteriormente obtiveram o condado. Com o fracasso da segunda linhagem masculina de Warenne em 1347, o condado passou para Richard FitzAlan, 10.º Conde de Arundel, que era sobrinho do último conde de Warenne, embora ele não tenha assumido o título até depois da morte da viúva do conde anterior em 1361. Também foi mantido por seu filho, que o perdeu após sua execução em 1397.
John Holland, que era neto do primeiro conde Fitzalan de Surrey, foi então criado Duque de Surrey. Ele manteve o título por 2 anos até ser destituído por Henrique IV, que restaurou o condado aos Fitzalans. O conde restaurado morreu em 1415 sem herdeiros homens, após o que o condado de Surrey foi extinto ou suspenso (as autoridades discordam sobre isso), enquanto o condado de Arundel passou para seu primo de primeiro grau, que era bisneto do 9.º conde de Surrey (e, consequentemente, também descendente dos de Warennes).
O título foi revivido diversas vezes durante o século XV, para John de Mowbray em 1451, e depois para Ricardo de Shrewsbury em 1477. Ambos morreram sem deixar descendentes, deixando o título extinto mais uma vez.
Em 1483, o título foi revivido para Thomas Howard, que mais tarde se tornou Duque de Norfolk, e tem sido mantido por esta família desde então (com algumas interrupções durante as quais seus títulos foram perdidos, mas posteriormente restaurados). Os duques de Norfolk colocam o brasão de armas de Warrenne em seu brasão. O quarto conde desta criação também herdou o condado de Arundel, reunindo assim os dois condados.

William de Warenne, 1.º Conde de Surrey, recebeu o Solar de Wakefield da coroa e seus descendentes, os Condes Warenne, o herdaram quando ele morreu em 1088. A construção do Castelo de Sandal foi iniciada no início do século XII por William de Warenne, 2.º Conde de Surrey (1081–1138), a quem foram concedidas as propriedades de Sandal em 1107, que se tornaram a fortaleza da mansão. Um segundo castelo foi construído em Lawe Hill, no lado norte do Calder, mas foi abandonado. Wakefield formava o caput de uma extensa propriedade baronial que se estendia até Cheshire e Lancashire e foi mantida pelos Warennes até o século XIV, quando passou para os herdeiros Warenne.

Brasão dos Condes Capetos de Vermandois

## Lista de titulares

### Condes de Surrey ou Warenne (1088)

Brasão de Armas de Warenne: xadrez ou azul e azul.

Os condes Warenne eram chamados de condes de Warenne pelo menos tão frequentemente quanto condes de Surrey; mas recebiam o "terceiro centavo" de Surrey, o que significa que tinham direito a um terço das multas do tribunal do condado . A numeração dos condes segue o Dicionário Oxford de Biografia Nacional ; algumas fontes numeram os maridos de Isabel como o quarto e o quinto condes, aumentando a numeração dos condes posteriores em um.
- William de Warenne, 1.º Conde de Surrey (falecido em 1088) [1]
- William de Warenne, 2.º conde de Surrey (morreu em 1138), condado obtido em 1101, restaurado em 1103
- William de Warenne, 3.º conde de Surrey (1119–1148)
- Isabel de Warenne, Condessa de Surrey (falecida em 1203)
  - Guilherme I, Conde de Bolonha, Conde de Surrey (c. 1137–1159), seu primeiro marido, filho mais novo do rei Estêvão da Inglaterra .
  - Hamelin de Warenne, Conde de Surrey (falecido em 1202), seu segundo marido, filho ilegítimo de Geoffrey de Anjou . Ele foi chamado de Warenne após seu casamento.
- William de Warenne, 5.º Conde de Surrey (falecido em 1240)
- John de Warenne, 6.º conde de Surrey (1231–1304)
- John de Warenne, 7.º Conde de Surrey (1286–1347), neto.

Brasão de armas de Fitzalan: Gules, um leão desenfreado ou

- Richard FitzAlan, 10.º Conde de Arundel, 8º Conde de Surrey (1313–1376), sobrinho.
- Richard FitzAlan, 11.º conde de Arundel, 9º conde de Surrey (1346–1397, perdido em 1397)
- Thomas FitzAlan, 12.º conde de Arundel, 10º conde de Surrey (1381–1415, restaurado em 1400)

### Duques de Surrey (1397)
- Thomas Holland, 1.º Duque de Surrey (1374–1400, perda em 1399)

### Conde de Surrey e Warenne (1451)
- John de Mowbray, 1.º Conde de Surrey e Warenne (1444–1476), sobrinho do último conde FitzAlan. Sucedeu como 4.º Duque de Norfolk em 1461. Título extinto com sua morte, sem filhos.

### Conde de Warenne (1477)
- Ricardo de Shrewsbury, filho mais novo de Eduardo IV, foi nomeado Conde de Warenne e Duque de Norfolk em 7 de fevereiro de 1477, quando tinha três anos de idade. Ele então se casou (15 de janeiro de 1478) com Anne Mowbray, filha única de John de Mowbray, quando ambos tinham quatro anos. Ele era um dos Príncipes da Torre e morreu lá em data incerta. Os títulos foram extintos após sua morte, sem herdeiros.

### Condes de Surrey (1483)
- Thomas Howard, 1.º Conde de Surrey (1443–1524), descendente de Thomas de Mowbray, 1º Duque de Norfolk por meio de uma mulher, Howard era primo em segundo grau do último conde .
  - Perdido em 1485 após a Batalha de Bosworth, onde seu pai foi morto e assassinado. Restaurado como Conde de Surrey em 1489; criado Duque de Norfolk em 1514 e renunciou ao Condado para seu filho no mesmo dia.
- Thomas Howard, 3.º Duque de Norfolk, 2.º Conde de Surrey (1473–1554) Obtido em 1547; restaurado em 1553.
  - Henry Howard, Conde de Surrey ( título de cortesia ) (1517–1547), o poeta; executado.
- Thomas Howard, 4.º Duque de Norfolk, 3.º Conde de Surrey (1536–1572, perda de seu título e execução)
  - Philip Howard, 1.º Conde de Arundel (1557–1595), por cortesia do Conde de Surrey de 1554 a 1572; herdou o Condado de Arundel do pai de sua mãe em 1580. Todos os seus títulos foram perdidos quando ele foi nomeado em 1589.
- Thomas Howard, 2.º Conde de Arundel, 4º Conde de Surrey (1585–1646, restaurado em 1604), também criado Conde de Norfolk em 1644
- Henry Frederick Howard, 3.º Conde de Arundel, 5.º Conde de Surrey (1608–1652).
- Thomas Howard, 5.º Duque de Norfolk, 6.º Conde de Surrey (1627–1677, restaurado ao Ducado de Norfolk em 1660)

O condado sempre foi mantido pelo Duque de Norfolk .